# Prawosławie w Wenezueli

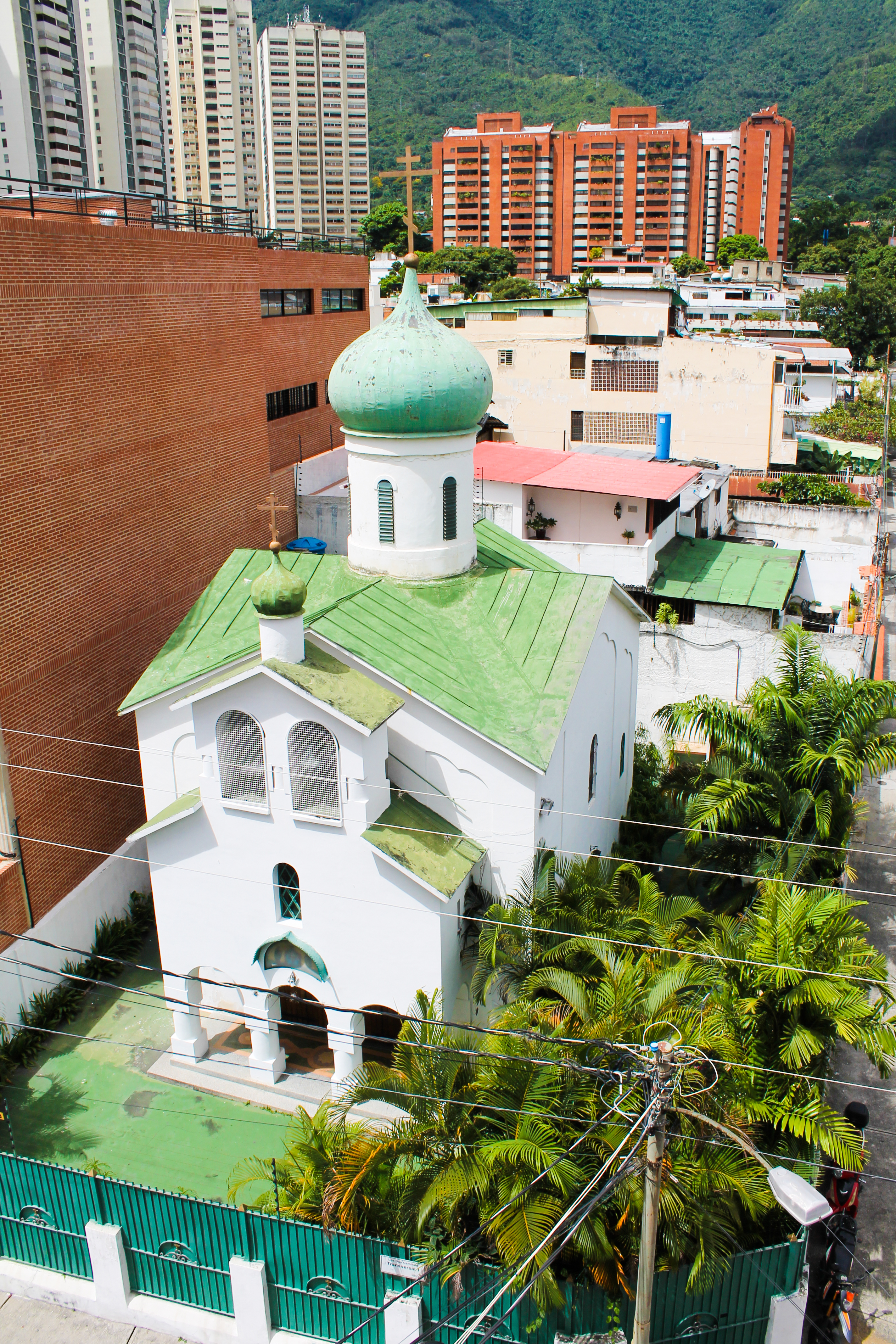
Sobór św. Mikołaja w Caracas (Rosyjski Kościół Prawosławny poza granicami Rosji)

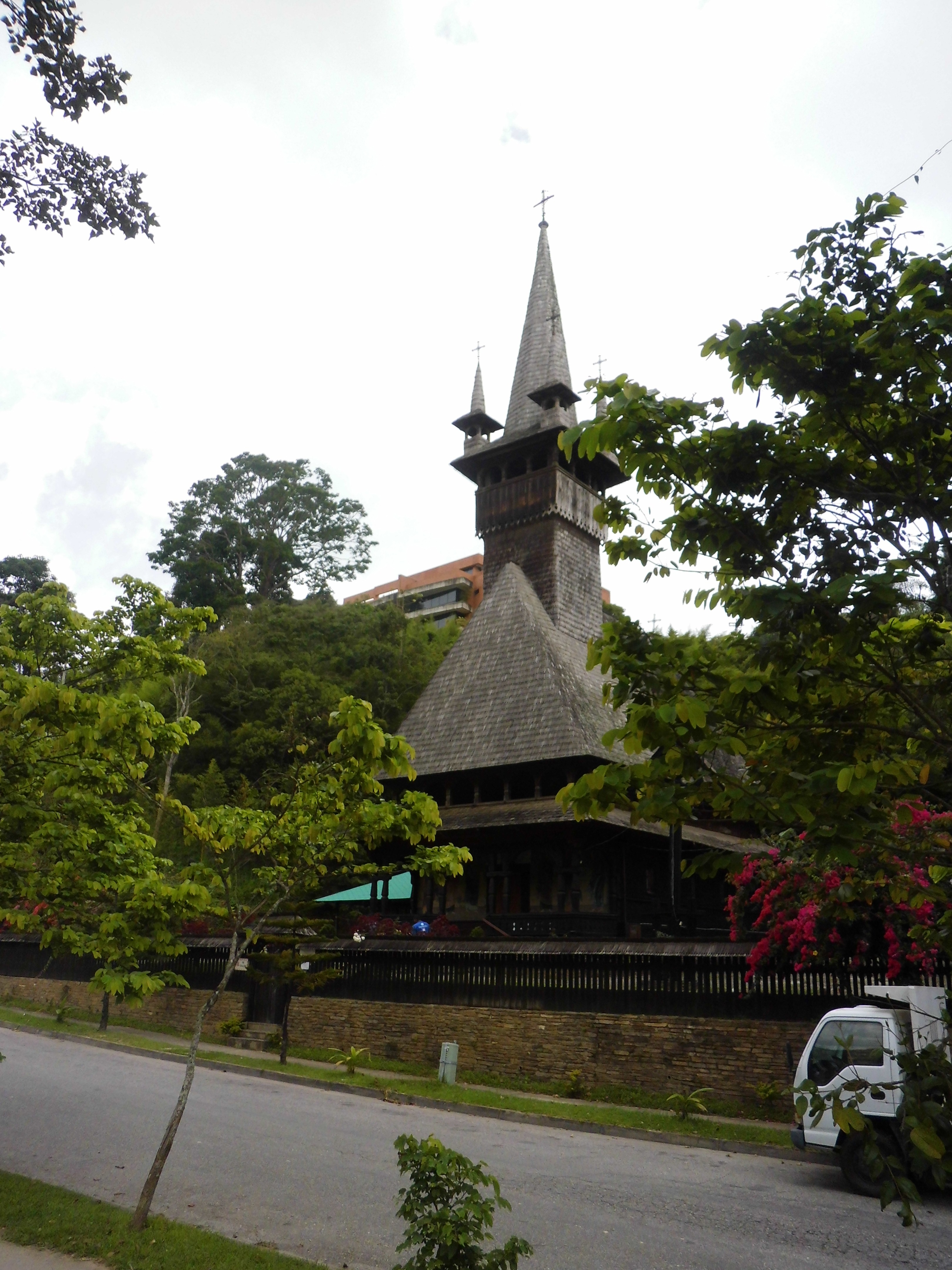
Cerkiew Świętych Konstantyna i Heleny w Caracas (Rumuński Kościół Prawosławny)

Według różnych szacunków, w Wenezueli żyje od 15 tys. do 25 tys. wyznawców prawosławia, tj. mniej niż jeden procent społeczeństwa (wyznaniem dominującym jest katolicyzm). Swoje placówki duszpasterskie posiada w kraju sześć autokefalicznych Kościołów prawosławnych:
- Patriarchat Konstantynopolitański – sześć parafii wchodzących w skład Metropolii Panamy, Ameryki Środkowej i Karaibów oraz sześć należących do Ukraińskiego Kościoła Prawosławnego Stanów Zjednoczonych,
- Rosyjski Kościół Prawosławny – sześć parafii (w tym dwie podlegające eparchii południowoamerykańskiej Rosyjskiego Kościoła Prawosławnego poza granicami Rosji),
- Rumuński Kościół Prawosławny – jedna parafia,
- Serbski Kościół Prawosławny – jedna parafia,
- Kościół Prawosławny w Ameryce – dwie parafie.